# 臨洮路駅
座標: 北緯31度26分50秒 東経121度32分6.3秒 / 北緯31.44722度 東経121.535083度
臨洮路駅（りんとうろえき）は、中華人民共和国上海市嘉定区江橋鎮、曹安公路と臨洮路の交差点にある上海軌道交通14号線の駅である。

## 駅構造
島式ホーム1面2線の地下駅。出口は4箇所。

## 駅出口
- 1号～4号出口 - 曹安公路、臨洮路

## 隣の駅
上海地下鉄
 14号線
楽秀路駅 - 臨洮路駅 - 嘉怡路駅